# Ardisia zakii
Ardisia zakii là một loài thực vật thuộc họ Myrsinaceae. Đây là loài đặc hữu của Ecuador. Chúng hiện đang bị đe dọa vì mất môi trường sống.